# Ли Чжилун
Ли Чжилу́н (кит. 李之龙; 10 декабря 1897 — 8 февраля 1928) — китайский военачальник, комиссар флота Гоминьдана, член КПК.

## Биография
Родился в провинции Хубэй в крестьянской семье. Осенью 1912 года поступил в Академию иностранных языков в Ухане, откуда был исключён за участие в студенческих выступлениях. Позднее учился в коммерческой школе.
Осенью 1916 года Ли Чжилун поступил в военно-морскую школу. В период обучения здесь он показал себя политически активным студентом, организовывал молодёжь на акции в поддержку «Движения 4 мая».
В августе 1921 года в Шанхае он познакомился с Дун Биу, участвовавшем в I съезде Коммунистической партии Китая. Вместе с ним Ли Чжилун принял участие в революционных событиях, произошедших в сентябре в Ухане, а в декабре этого же года вступил в КПК.
В начале 1924 года Ли Чжилун назначен членом Исполнительного комитета КПК в Ханькоу. Работал одним из переводчиков политического советника Гоминьдана М. Бородина. Выпускник 1-го набора военной школы Вампу. В 1925 году — переводчик В. Блюхера, работник политотдела школы Хуанпу, один из организаторов Союза молодых военных Китая, начальник политотдела Военно-морского управления Национального правительства.
В 1926 года — исполняющий обязанности начальника Военно-морского управления Национального правительства, командир крейсера «Чжуншань». На этом посту оказался непосредственным участником провокации со стороны Чан Кайши 20 марта 1926 года. 19 марта года Ли Чжилун отдал приказ крейсеру «Чжуншань» подойти к расположению военной школы Вампу (по утверждению самого Ли Чжилуна, это было сделано на основании телефонного звонка самого Чан Кайши). Ночью 20 марта вооружённый отряд из состава солдат школы Вампу и 2-й дивизии высадился на «Чжуншань» и канонерки. Охраной командира дивизии был арестован Ли Чжилун, который при этом получил ранение. Инцидент дал сторонникам Чан Кайши повод для проведения антикоммунистической акции, приведшей к удалению коммунистов с важных военных и политических постов.
С июня 1926 года Ли Чжилун был заведующим отделом пропаганды Главного политуправления Национально-революционной армии, в 1927 году — директором Центрального народного клуба в Ханькоу, директором издательства газеты «Сюэхуа жибао». После поражения Китайской революции в июле 1927 года пробрался из Уханя в Гуанчжоу, где занялся работой среди матросов. В это время он совершил поездку в Японию.
Сразу после возвращения из Японии через Гонконг в Гуанчжоу 6 февраля 1928 года Ли Чжилун был опознан и арестован агентами правительства националистов. 8 февраля он был казнён гоминьдановцами.